# Slatwall
Slatwall (còn được gọi là slotwall) là vật liệu xây dựng được sử dụng trong việc trang bị cho các tấm phủ tường hoặc đồ đạc trưng bày. Nó bao gồm các bảng, thường là 4 ft x 8 ft, được làm bằng các rãnh ngang được cấu hình để chấp nhận một loạt các phụ kiện bán hàng. Các tấm thường được làm từ ván sợi mật độ trung bình (MDF), với lớp hoàn thiện như giấy melamine ép hoặc ép lên một hoặc cả hai mặt. Rãnh sau đó được gia công vào bảng và sơn hoặc gắn bằng nhựa hoặc nhôm.